# Al-Rashidiyya
al-Rāshīdiyya (in arabo الراشيدية‎?; in berbero: ⴻⵔⵔⴰⵛⵉⴷⵉⴰ) è una città del Marocco, capoluogo dell'omonima provincia nella regione di Drâa-Tafilalet.  La città è anche conosciuta come Er Rachidia o Errachidia.

## Storia
Fondata sotto il protettorato francese come capitale regionale, era denominata Qṣar al-Sūq (o Ksar Es-Souk), dal nome del forte della Legione straniera.

## Geografia
È un punto di transito per chi si reca alle Gole dello Ziz o a Figuig, un tempo punto di passaggio in Algeria (la frontiera è chiusa da anni).

## Infrastrutture e trasporti

### Aeroporti
Al-Rashidiyya è servita dall'aeroporto Moulay Ali Cherif.